# Ange du Nord
 (août 2019).
Si vous disposez d'ouvrages ou d'articles de référence ou si vous connaissez des sites web de qualité traitant du thème abordé ici, merci de compléter l'article en donnant les références utiles à sa vérifiabilité et en les liant à la section « Notes et références ».
Pour les articles homonymes, voir Ange (homonymie).
L'Ange du Nord (en anglais : Angel of the North) est une sculpture contemporaine créée par Antony Gormley, située à Gateshead, en Angleterre.

## Description
Comme le nom l'indique, il s'agit d'une sculpture en acier d'un ange d'une hauteur de 20 mètres et d'une envergure de 54 mètres. À titre de comparaison, sa largeur est supérieure à la hauteur de la statue de la Liberté. Les ailes ne sont pas plates, mais forment une courbe vers l'avant de 3,5 degrés. Le sculpteur voulait créer une impression d'embrassement.
La sculpture est située sur une colline surplombant les voies de circulation A1 et A167 de Tyneside, le long de la voie de chemin de fer principale de la côte Est.

## Construction
Le projet de construction a débuté en 1994. Le coût total des travaux a été d'un million de livres sterling. La plupart des fonds ont eu pour origine la Loterie nationale anglaise.
En raison de son emplacement exposé au vent, la sculpture doit résister à des vents de plus de 160 km/h. Pour ce faire, 165 tonnes de béton ont été utilisées pour ancrer les fondations sur la roche à une profondeur de 20 m.
La sculpture a été créée en atelier et amenée sur place par la route en trois parties : le corps d'un poids de 110 tonnes et les ailes pesant chacune 55 tonnes. Sept heures furent nécessaires pour transporter le corps de la sculpture de son emplacement de construction à Hartlepool dans le comté de Durham vers son emplacement actuel.
Les travaux de construction de l'Ange furent terminés le 16 février 1998. Au début de sa construction, l'Ange du Nord suscita quelques controverses localement et dans la presse britannique, mais actuellement il est considéré comme un point de repère pour le Nord-Est de l'Angleterre.

## Anecdotes
En 1998 le club de football de Newcastle United plaça un maillot sur l'Ange du Nord, portant le numéro 9 du footballeur Alan Shearer. La police ôta le maillot 20 minutes plus tard.
La sculpture est présente sur le logo du club de football local du Gateshead FC.
L'Ange du Nord est parfois désigné affectueusement sous le nom de l'« Exhibitionniste de Gateshead » ou de « Gabriel ». Bien d'autres surnoms existent.

## Galerie

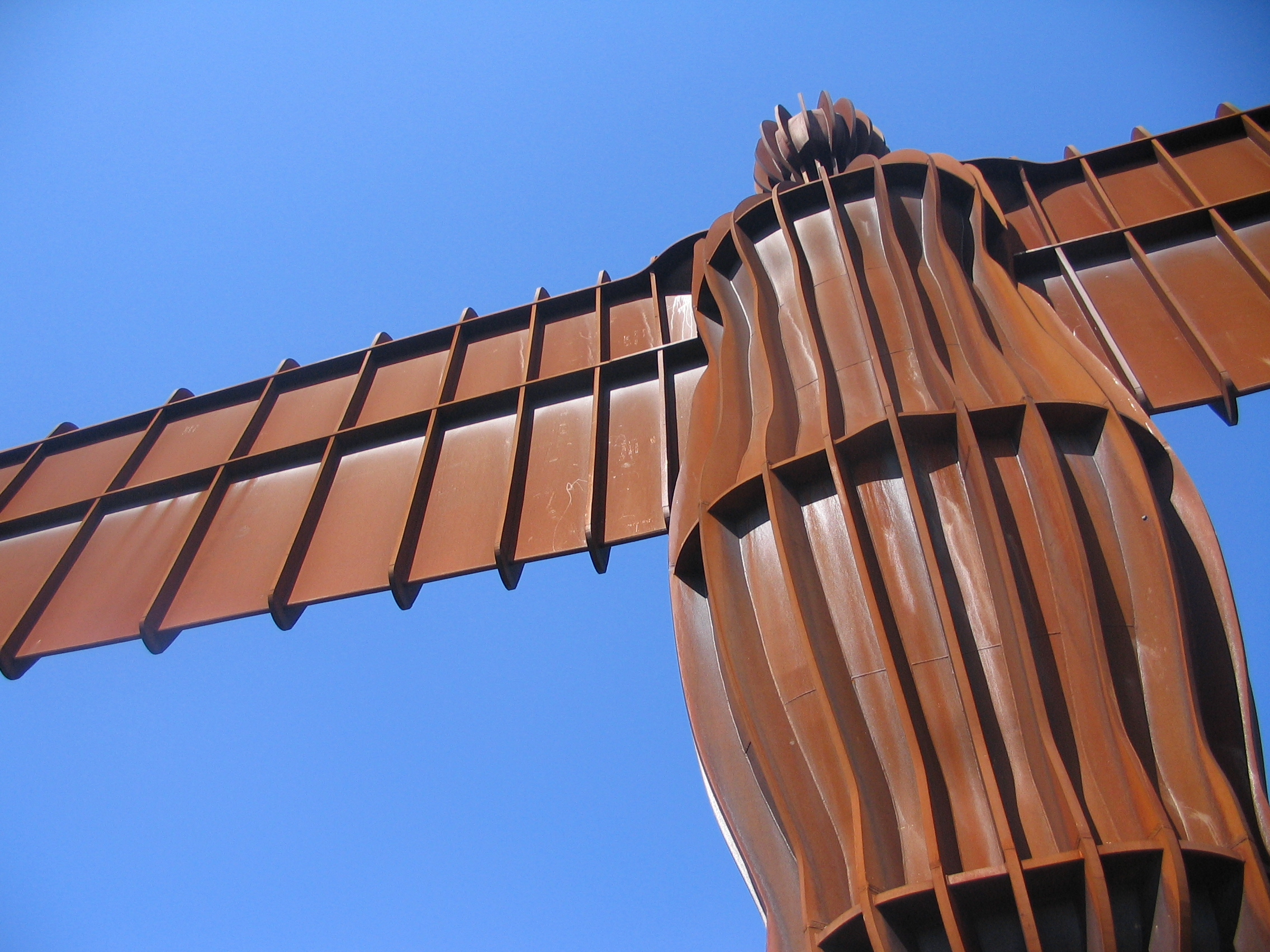
Ange du Nord.
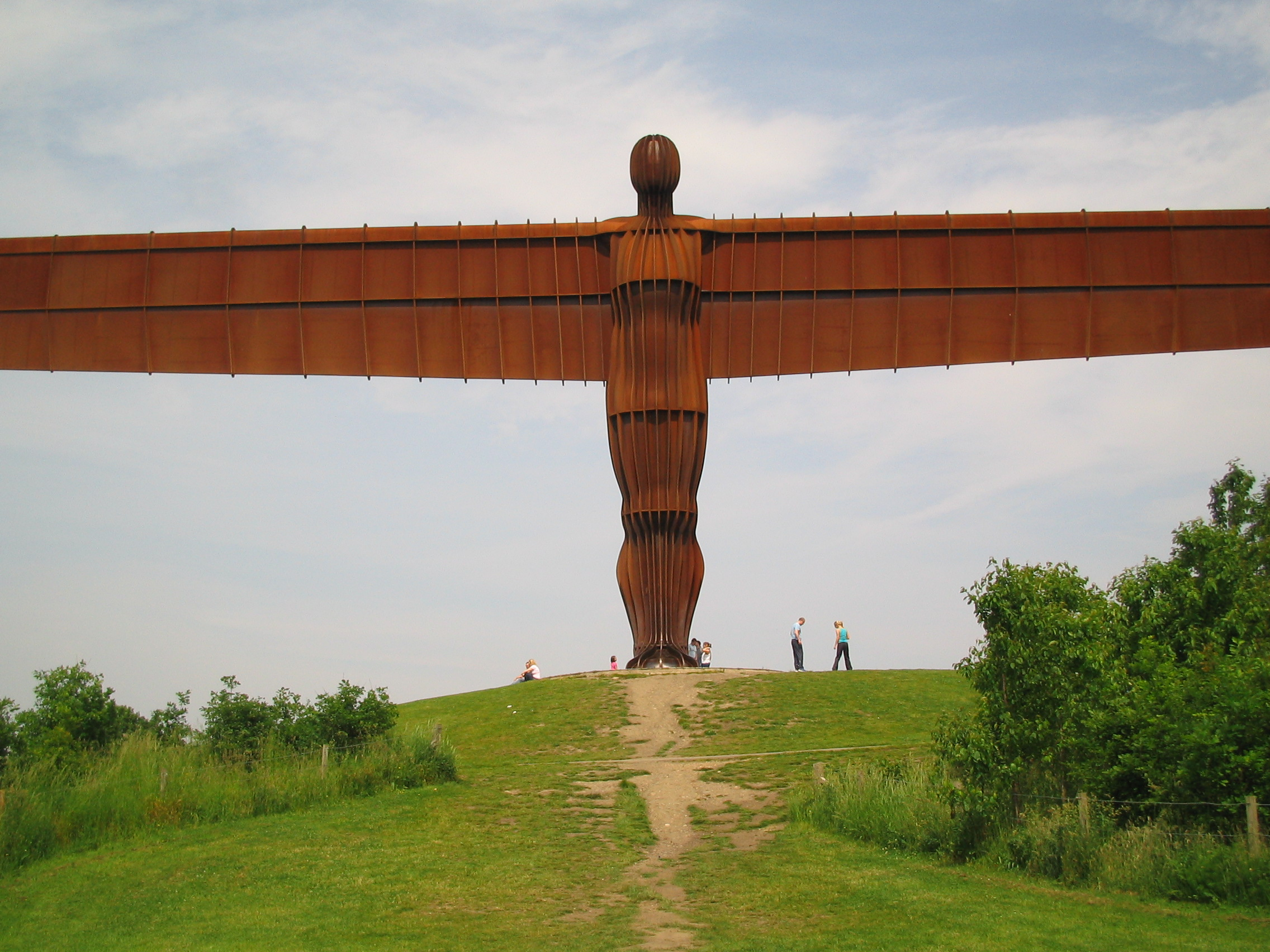
Vu de face.
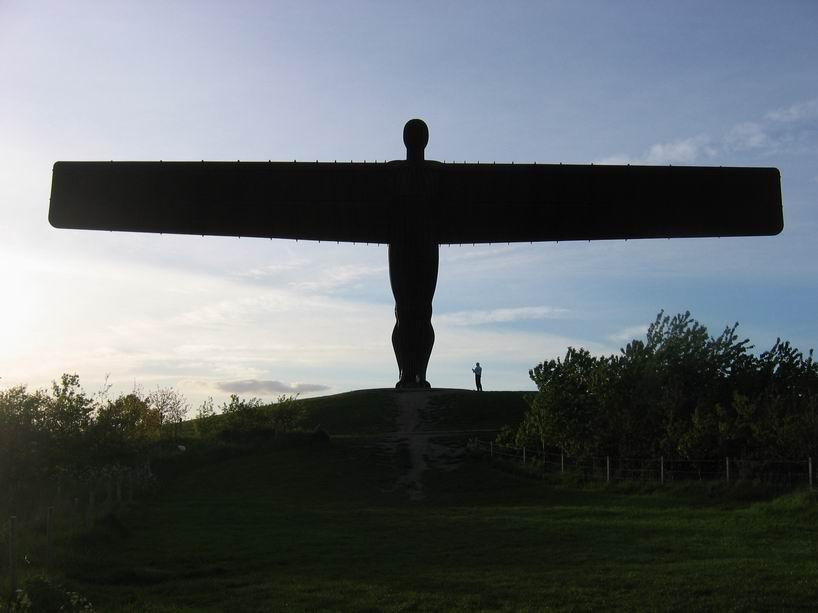
En soirée.

## Sources
- (en) Cet article est partiellement ou en totalité issu de l’article de Wikipédia en anglais intitulé « Angel of the North » (voir la liste des auteurs).